# زابینه اشمیتکه
زابینه اشمیتکه (به آلمانی: Sabine Schmidtke) استاد آلمانی اسلام‌شناسی است. او از سال ۲۰۱۴ در مدرسه تاریخ‌شناسی مؤسسه مطالعات پیشرفته در دانشگاه پرینستون در نیوجرسی مشغول به کار است.
او مدرک لیسانسش را از دانشگاه عبری اورشلیم گرفت و در سال ۱۹۸۷، فوق لیسانش را از سواز در دانشگاه لندن دریافت کرد. در سال ۱۹۹۰، او مدرک دکترایش را از دانشگاه آکسفورد گرفت.
اشمیتکه از سال ۱۹۹۱ تا ۱۹۹۹ به عنوان کارمند دیپلمات برای اداره امور خارجه کار کرد. به علاوه، او از سال ۱۹۹۷ تا ۱۹۹۹ به عنوان مدرس اسلام‌شناسی برای دانشگاه بن مشغول به کار بود.
از سال ۱۹۹۹، سالی که شایستگی (درجه علمی) را گرفت، به عنوان استاد مدعو اسلام‌شناسی در دانشگاه آزاد برلین مشغول به کار بود. در سال ۲۰۰۲، او عضو هیئت علمی اسلام‌شناسی این دانشگاه شد.
در سال ۲۰۰۶، او به عنوان محقق مدعو، در مدرسه عملی پژوهش‌های عالی پاریس فرانسه، بر روی آثار جدلی اسلامی علیه یهودیت کار می‌کرد.
در سال ۲۰۱، او مدیر دپارتمان تحقیقی «تاریخ روشنفکری جهان اسلامی» در مؤسسه اسلام‌شناسی در دانشگاه آزاد برلین شد. از سال ۲۰۱۳ تا کنون او به عنوان یکی از اعضای کمکی در Laboratoire d'études sur les Monothéismes در مرکز ملی پژوهش‌های علمی فرانسه، کار می‌کند.
از سال ۲۰۱۴ تا کنون، او به عنوان استاد تاریخ‌شناسی در انجمن مطالعات پیشرفته دانشگاه پرینستون نیوجرسی، مشغول به کار است.

## آثار منتخب
- لغت موران به پیوست چند اثر پراکنده، یحیی بن حبش سهروردی، ویلفرد مادلونگ (زیرنظر)، سیدمحمود یوسف ثانی (زیرنظر)، زابینه اشمیتکه (زیرنظر)، نصرالله پورجوادی (مصحح)، غلامرضا اعوانی (زیرنظر)، رضا پورجوادی (زیرنظر)، شهین اعوانی (زیرنظر)، ناشر: مؤسسه پژوهشی حکمت و فلسفه ایران، مؤسسه مطالعات اسلامی دانشگاه آزاد برلین
- مقاله «ابوالفضل تستری» در دائرةالمعارف بزرگ اسلامی.

- Sabine Schmidtke, "JOBBĀʾI" in Encyclopædia Iranica,Vol. XIV, Fasc. 6, pp. 666-672
- 2002: Weltpreis für das Buch des Jahres der Islamischen Republik Iran für das Buch: Theologie, Philosophie und Mystik im zwölferschiitischen Islam des 9. /15. Jahrhunderts. Die Gedankenwelt des Ibn Abi Gumhur al-Ahsa'i, Leiden ۲۰۰۰
- 2006: Preis für wissenschaftliche Leistungen auf dem Gebiet der Zwölfer-Schiiten, verliehen von dem Forschungszentrum für schriftliches Kulturgut, Teheran, Iran
- ۲۰۱۱: „Award for Excellent Supervision“ der Dahlem Research School (DRS), Auszeichnung
- Gudrun Krämer and Sabine Schmidtke, eds. , Speaking for Islam: Religious Authority in Muslim Societies, Leiden, 2006, pp. 218-40.